# Henryk Sobolewski (polityk)
Henryk Sobolewski (ur. 29 lipca 1939, zm. 19 kwietnia 2009 w Koszalinie) – polski polityk, samorządowiec, prezydent Koszalina.

## Życiorys
Syn Stanisława i Teofili. Był absolwentem Technikum Geodezyjnego w Poznaniu. Pracę zawodową zaczynał jako geodeta w Gdańsku. Ukończył studia na Wydziale Inżynieryjno-Ekonomicznym o specjalności ekonomika inwestycji na Politechnice Szczecińskiej. W latach 1966–1975 piastował stanowisko dyrektora przedsiębiorstw budowlanych i inwestycyjnych. W 1975 roku pełnił funkcję zastępcy dyrektora w Zakładzie Badań i Wdrożeń przy Wojewódzkim Zjednoczeniu Przedsiębiorstw Gospodarki Komunalnej i Mieszkaniowej. W tym okresie dokonał opracowania kompleksowej dokumentacji organizacyjnej przekształcenia komunalnych jednostek budżetowych w samodzielne przedsiębiorstwa. 
W latach 1976–1986 piastował funkcję wiceprezydenta Koszalina, a w latach 1986–1990 dyrektora Wydziału Geodezji i Gospodarki Gruntami – Głównego Geodety Województwa. W tym okresie był również członkiem komisji egzaminacyjnej przy Departamencie Geodezji w Ministerstwie Gospodarki Przestrzennej i Budownictwa na uprawnienia geodezyjne. Wchodził też w skład zespołu opiniodawczego ds. ustaw gruntowych i geodezyjnych. 
Od 1990 pełnił funkcję przewodniczącego Podatkowej Komisji Odwoławczej, jednocześnie będąc pełnomocnikiem Ministra Finansów ds. reprezentowania interesu Skarbu Państwa w procesach przekształceń własnościowych, restrukturyzacji przedsiębiorstw, sądowych postępowań upadłościowych i układowych oraz ugód bankowych. 
W latach 1994–1995 ponownie pełnił funkcję wiceprezydenta Koszalina. W latach 1995–1998 zajmował stanowisko przewodniczącego Komisji Planowania Przestrzennego i Gospodarki Gruntami oraz był członkiem Komisji Kultury, Kultury Fizycznej i Turystyki. W latach 1998–2002 był prezydentem Koszalina. Od 2002 do momentu śmierci sprawował funkcję radnego Rady Miejskiej. 
Od 1977 do 1981 był prezesem Klubu Sportowego „Bałtyk”.
Pochowany na Cmentarzu Komunalnym w Koszalinie.